# Chromatomyia glacialis
Chromatomyia glacialis är en tvåvingeart som beskrevs av Griffiths 1964. Chromatomyia glacialis ingår i släktet Chromatomyia och familjen minerarflugor. Arten är reproducerande i Sverige. Inga underarter finns listade i Catalogue of Life.